# Enfer et Paradis
Enfer et Paradis (天上天下, Tenjō Tenge, parfois « Tenjho Tenge »), stylisé Enfer & Paradis, est un manga d'Oh! Great. Il est prépublié dans le magazine seinen Ultra Jump de Shūeisha entre juillet 1997 et août 2010 et publié en un total de 22 volumes tankōbon. La version française est éditée en intégralité par Kazé.
Le manga est adapté en une série d'animation de 24 épisodes diffusés sur TV Asahi entre avril et septembre 2004. Un OVA de deux épisodes sort en mars 2005.

## Synopsis
Sōichiro Nagi et Bob Makihara sont deux bagarreurs, habitués à faire régner leur loi par les poings dans les établissements scolaires qu'ils fréquentent. Mais l'école dans laquelle ils sont transférés est spéciale : l'Académie Tōdō est un conservatoire des arts martiaux, où chaque élève doit en pratiquer un. Ils rencontrent le club du Jyūkenbu dirigé par deux sœurs : Maya et Aya Natsume. Cette dernière tombe amoureuse de Sōichiro tandis que ce dernier souhaite affronter Masataka Takayanagi, membre du club qui le bat à plate couture dans un moment de rage intense. Mais une nuit, Bob a sa moto brûlée et sa petite amie violée (dans le manga, malmenée dans l'animé) par un certain Ryuzaki. Vaincus par ce dernier, ils se rendent alors compte qu'un puissant groupe, le Club des Exécuteurs, règne sur le campus et qu'ils auront besoin du soutien du club pour devenir assez forts.

## Manga
Enfer et Paradis est scénarisé et illustré par Oh! Great, pseudonyme d'Ōgure Ito. Le manga est prépublié dans l'Ultra Jump, magazine seinen de Shūeisha, entre le 25 juillet 1997 et le 19 août 2010,. Il s'agit de la première œuvre grand public d'Oh! Great, auparavant auteur de mangas hentai. Les chapitres sont publiés sous le format tankōbon avec un total de 22 volumes sortis entre le 19 mai 1998 et le 19 novembre 2010.
La version française est éditée par Panini Comics en 22 volumes sortis entre le 20 juin 2002 et le 22 juin 2011. Une version double est éditée en 11 volumes sortis entre le 1er juillet 2015 et le 13 septembre 2017.
La version anglaise est licenciée par CMX, un label de DC Comics, et constitue un de leurs titres de lancements avec la sortie du premier volume le 16 février 2005. Cette édition est grandement censurée afin de viser un public adolescent. Selon CMX, ces changements sont effectués en collaboration avec Shūeisha et l'auteur,. Le label publie 18 volumes de la série avant de disparaitre en juillet 2010,. En novembre 2010, Viz Media fait l'acquisition des droits du manga, annonçant que leur version serait non censurée et fidèle à l'œuvre originale. Entre 21 juin 2011 et 5 février 2013, la série est publiée de manière bimensuelle sous la forme de volumes doubles, incluant les omake, les pages couleur issues de la prépublication dans l'Ultra Jump. La série est également publiée dans d'autres pays, notamment à Taiwan par Sharp Point Press (en), en Italie et en Allemagne par Panini Comics également,, à Mexico par Grupo Editorial Vid (en), au Brésil par Editora JBC (en) et en Espagne par Norma Editorial.

## Série d'animation
Enfer et Paradis est adapté en une série d'animation japonaise réalisée par Toshifumi Kawase, animée par Madhouse et produite par TV Asahi et Avex Mode, division d'animation d'Avex Group. Les 24 épisodes sont originellement diffusés sur TV Asahi au Japon les jeudis entre le 1er avril 2004 et le 16 septembre 2004. La série animée est commercialisée sous la forme de huit volume DVD box set. Deux épisodes additionnels sont diffusés par TV Asahi au Japon le 16 mars 2005 et sortent sous la forme d'une original video animation intitulée Tenjho Tenge: Ultimate Fight. La série animée suit fidèlement l'œuvre originale à l'exception du contenu sexuel qui est grandement atténué.
La série est licenciée en France par Kazé en sept volumes sortis entre 11 et juin 2006, puis rééditée en plusieurs versions coffret par la suite. Elle est licenciée en anglais par Geneon Entertainment. En Australie et en Grande-Bretagne, la série licenciée par Madman Entertainment sort en sept volumes incluant l'OVA sur le septième disque, Près de cinq ans après la fermeture de Geneon USA, Discotek Media (en) récupèrent les droits de la série pour une sortie DVD en 2013. Viewster (en) ajoute la série à son catalogue en 2016.

### Musique
La musique de la série d'animation, incluant la musique d'arrière plan et les chansons thèmes, est composée par différents artistes, dont m.c.A.T et Aiko Kayo, qui interprètent respectivement le générique d'ouverture, Bomb A Head! V, et le générique de fin, Aishitene Motto (愛してね もっと). En 2004, Avex Trax publie la bande originale de la série et un single,. En 2005, Avex sort deux albums character song,.

### Doublage
| Personnages         | Voix japonaises    | Voix françaises                                |
| ------------------- | ------------------ | ---------------------------------------------- |
| Maya Natsume        | Aya Hisakawa       | Naïke Fauveau (grande) Valérie Nosrée (petite) |
| Aya Natsume         | Minori Chihara     | Adeline Moreau                                 |
| Sōichirō Nagi       | Sōichirō Hoshi     | Benoit Dupac                                   |
| Bob Makihara        | Shinichiro Miki    | Jean-François Vlérick                          |
| Masataka Takayanagi | Tomokazu Seki      | Benjamin Pascal                                |
| Emi Isuzu           | Haruhi Terada      | Dominique Vallée                               |
| Bunshichi Tawara    | Kazuki Yao         | Daniel Lafourcade                              |
| Tsutomu Ryuuzaki    | Kenji Hamada       | Cyrille Monge                                  |
| Kouji Sagara        | Kenta Miyake       | Frédéric Souterelle                            |
| Chiaki Kounoike     | Ryoko Shiraishi    | Stéphane Guieu                                 |
| Mitsuomi Takayanagi | Toshiyuki Morikawa | Bruno Magne                                    |
| Shin Natsume        | Shūichi Ikeda      | Cyrille Monge                                  |